# Przęsławice (przystanek kolejowy)
Przęsławice – wąskotorowy przystanek osobowy w Nowej Wsi-Śladowie, w gminie Brochów, w powiecie sochaczewskim, w województwie mazowieckim, w Polsce. Został otwarty w 1924 roku razem z linią z Tułowic do Wyszogrodu.